# يآركو بوورو
ياركو بوورو (Jaakko Pöyry؛ سودانكولا، 6 أغسطس 1924 - هلسنكي، 8 سبتمبر 2006) رجل صناعة فنلندي.
أسس شركة بوورو. قاد شخصياً نموها من مكتب هندسي استشاري صغير إلى شركة استشارية و هندسية عالمية تركز على الطاقة و الحراجة والبنية التحتية و قطاعات البيئية. غيرت اسمها من مجموعة ياركو بوورو في عام 2006. يقع المقر الرئيسي للشركة في مدينة فانتا الفنلندية.